# Театр теней (песня)
Театр теней — песня группы «Алиса» с альбома «Шестой лесничий». Написана Константином Кинчевым весной 1986 года.
Музыкальная тема первой части этой песни, в особенности второго куплета: «Скрип половиц за упокой…», представляющий собой прямую цитату, заимствована из песни «Kyoto Song» группы The Cure, написанной лидером группы Робертом Смитом и впервые вышедшей на альбоме 1985 года The Head on the Door. Константин Кинчев отмечал, что увлекался тогда группой The Cure и «не устоял от соблазна использовать гармонию и мелодию известного коллектива», но вторая часть песни написана им уже самостоятельно: «вторая часть развития этой песни, это уже моя додумка». Факт заимствования у The Cure музыкант никогда не скрывал:

композиция Cure настолько меня увлекла, что на эту тему написалась песня. На ту же мелодию, ту же гармонию, но — с развитием отступил я потом от темы-то, понесло меня. И я себя за это не корю, потому что честно подошёл к вопросу авторства, указал на альбоме: автор музыки и слов — The Cure и К. К.

Алексей Вишня по поводу записи песни вспоминал:

В двенадцать я уже подъезжал к дому. Костя уже пришёл. И Паша Кондратенко. Я вручил счастливому клавишнику синтезатор и побежал на кухню рассказывать жене про ланчен мит. В тот день мы записали «Театр Теней», да так, что Кинчев прижимал мой лоб к своей груди и долго так сидел. У нас действительно неплохо получалось, мы бы закончили альбом, если бы Косте не подвернулась приличная студия, где «Шестой Лесничий» и записался — вагончик MCI.
Программа осенних концертов группы 2009 года называется «Шестой лесничий — 20 лет спустя». В сет-лист, помимо остальных композиций, вошли все восемь песен с альбома, в том числе «Театр теней», которая группой долгое время не исполнялась.

## Музыканты
- Константин Кинчев — вокал
- Пётр Самойлов — бас-гитара
- Андрей Шаталин — гитара
- Михаил Нефёдов — ударные
- Владимир Осинский — синтезатор